# هاوانا (آرکانزاس)
هاوانا (آرکانزاس) (به انگلیسی: Havana, Arkansas) یک شهر در ایالات متحده آمریکا با جمعیت ۳۹۲ نفر است که در آرکانزاس واقع شده‌است.

## موقعیت جغرافیایی
موقعیت جغرافیایی شهرها و مناطق اطراف به شرح زیر است: